# Something to Remember
Something to Remember je kompilacijski album američke pjevačice Madonne objavljen 7. studenog 1995. pod Maverick Recordsom. Objavljena je nakon kontroverznog perioda u Madonninom radu početkom 1990-ih kada su kritičari predviđali kraj njezine karijere. Kao odgovor na sve kritike, Madonna je objavila ovaj album na kojem se nalaze samo balade kroz njezinu karijeru i tri nove pjesme: "You'll See", "One More Chance" i obradu "I Want You" Marvin Gayea. Na albumu se nalaze i pjesme koje su bile objavljene kao singlovi ali se naikada nisu našle na Madonninim albumima, poput "I'll Remember" i "This Used to Be My Playground". Album je trebao omekšati sliku koju je Madonna stvorila u prethodnom periodu i donijeti joj naklonost publike i kritike.
Za rad na novim pjesmama Madonna je izabrala Massive Attack, Richard Pagea i David Fostera koji je kasnije bio poznat po radu s Barbra Streisand. Madonna je rekla kako je koncept albuma bio taj da ju fanovi pamte po pjesmama a ne po kontroverzama koje su vezane uz nju. Kritičari su bili složni i album je dobivao samo pohvale, te su primijetili kako je Madonna namjerno ispravljala sliku koju je stvorila o sebi. I komercijalno je album bio uspješnica, te se na vrh ljestvica popeo u Australiji, Austriji, Finskoj i Italiji, te u ostatku ulazio u Top 10. U Sjedinjenim Državama je dospio na šesto mjesto Billboard 200 te je dobio trostruku platinastu certifikaciju prema Recording Industry Association of America (RIAA) za distribuciju tri milijuna primjeraka. U svijetu je album prodan u više od devet milijuna primjeraka.
"You'll See" je objavljen kao prvi singl s albuma 23. listopada 1995. s pratećom španjolskom verzijom "Veras" i glazbenim videom Michael Haussmana. Pjesma je dopsjela na šesto mjesto u Sjedinjenim Državama. "One More Chance" i "Love Don't Live Here Anymore" su objavljeni kao singlovi, ali nisu ostvarili veliki komercijalni uspjeh. Glazbeni video za "Love Don't Live Here Anymore" je režirao Jean-Baptiste Mondino a Madonna je u to vrijeme bila trudna sa svojom kćerkom Lourdes. "Oh Father" s albuma Like a Prayer je objavljen na europskom tržištu kao singl, dok je pjesma "I Want You" objavljena kao promotivni singl te je za nju snimljen i glazbeni video koji je režirao Earle Sebastian.

## O albumu
Something to Remember je kolekcija najboljih Madonninih balada, uključujući i soundtracke, pjesme koje se ranije nisu našle na njenim albumima, kao i 3 nove pjesme. Album je dobio naziv prema pjesmi "Someting to Remember", koja se prethodno našla na njenom soundtracku I'm Breathless iz 1990. Japanska verzija albuma sadrži "La Isla Bonita", a u Južnoj Americi se nalazi pjesma "Veras" (španjolska verzija pjesme "You'll See") kao dodatne pjesme.
Madonna je i na ovom albumu, kao i na prijašnjem Bedtime Stories, nastavila suradnju s Nellee Hooper. Pjesma "I Want You" je nastala u suradnji s Nellee Hooper i grupom Massive Attack. Druge dvije nove pjesme "You'll See" i "One More Chance" su nastale u suradnji Madonne s David Fosterom.
Ovaj album označava kraj suradnje s produkcijskom kućom Sire Records, kućom s kojom je surađivala od početka njene karijere. Sire Records je bio zaslužan za europsko izdanje, ali na američkom izdanju, kao i na drugom izdanju albuma je to promijenjeno u Warner Bros. Records.
Iako je pjesma "I Want You" trebala biti puštena kao najavni singl s albuma, to nije bilo moguće zbog autorskih prava koji su pripadali Motownu. Stoga je pjesma "You'll See" izabrana za najavni singl. Drugi singl je bila pjesma "Oh Father" (koja je u nekim zemljama puštena kao singl još 1989.), puštena u UK i Južnoafričkoj Republici gdje je dosenula i 1. mjesto na ljestvicama. Treći singl, "One More Chance", je pušten kao singl u Europi, Japanu i Australiji. Četvrti, i posljednji singl je bila pjesma "Love Don't Live Here Anymore" u SAD-u, Francuskoj i Australiji. Singl je otkazan u UK zbog slabe prodaje posljednja dva, i izlazak singla je odgođen za kolovoz 1996.

## Singlovi
| Naziv                          | Datum              | Prodano kopija   |
| ------------------------------ | ------------------ | ---------------- |
| "I Want You"                   | listopad 1995.     | promotivni singl |
| "You'll See"                   | 21. studenog 1995. | 1.700.000        |
| "Oh Father"                    | 25. prosinca 1995. | —                |
| "One More Chance"              | 7. ožujka 1996.    | —                |
| "Love Don't Live Here Anymore" | 19. ožujka 1996.   | 400.000          |

## Popis pjesama
| 1.    | »I Want You« (s Massive Attack)        | Leon Ware, Arthur Ross                 | Nellee Hooper                       | 6:23 |
| 2.    | »I'll Remember« (iz filma With Honors) | Patrick Leonard, Madonna, Richard Page | Madonna, Patrick Leonard            | 4:23 |
| 3.    | »Take a Bow«                           | Kenneth "Babyface" Edmonds, Madonna    | Kenneth "Babyface" Edmonds, Madonna | 5:21 |
| 4.    | »You'll See«                           | Madonna, David Foster                  | Madonna, David Foster               | 4:41 |
| 5.    | »Crazy for You«                        | John Bettis, Jon Lind                  | John Benitez                        | 4:05 |
| 6.    | »This Used to Be My Playground«        | Madonna, Shep Pettibone                | Madonna, Shep Pettibone             | 5:10 |
| 7.    | »Live to Tell«                         | Madonna, Patrick Leonard               | Madonna, Patrick Leonard            | 5:52 |
| 8.    | »Love Don't Live Here Anymore«         | Miles Gregory                          | Nile Rodgers, David Reitzas         | 4:54 |
| 9.    | »Something to Remember«                | Madonna, Patrick Leonard               | Madonna, Patrick Leonard            | 5:04 |
| 10.   | »Forbidden Love«                       | Kenneth "Babyface" Edmonds, Madonna    | Nellee Hooper, Madonna              | 4:09 |
| 11.   | »One More Chance«                      | Madonna, David Foster                  | Madonna, David Foster               | 4:28 |
| 12.   | »Rain«                                 | Madonna, Shep Pettibone                | Madonna, Shep Pettibone             | 5:29 |
| 13.   | »Oh Father«                            | Madonna, Patrick Leonard               | Madonna, Patrick Leonard            | 4:59 |
| 14.   | »I Want You« (orchestal)               | Leon Ware, Arthur Ross                 | Nellee Hooper                       | 6:04 |
| 71:08 |                                        |                                        |                                     |      |

| Bonus pjesma u Japanu | Bonus pjesma u Japanu | Bonus pjesma u Japanu                   | Bonus pjesma u Japanu    | Bonus pjesma u Japanu | Bonus pjesma u Japanu | Bonus pjesma u Japanu | Bonus pjesma u Japanu | Bonus pjesma u Japanu | Bonus pjesma u Japanu |
| Br.                   | Skladba               | Tekstopisac                             | Producent(i)             | Trajanje              |                       |                       |                       |                       |                       |
| --------------------- | --------------------- | --------------------------------------- | ------------------------ | --------------------- | --------------------- | --------------------- | --------------------- | --------------------- | --------------------- |
| 15.                   | »La Isla Bonita«      | Madonna, Patrick Leonard, Bruce Gaitsch | Madonna, Patrick Leonard | 4:02                  |                       |                       |                       |                       |                       |
| 75:10                 |                       |                                         |                          |                       |                       |                       |                       |                       |                       |

| Bonus pjesma u Latinskoj Americi | Bonus pjesma u Latinskoj Americi          | Bonus pjesma u Latinskoj Americi | Bonus pjesma u Latinskoj Americi | Bonus pjesma u Latinskoj Americi | Bonus pjesma u Latinskoj Americi | Bonus pjesma u Latinskoj Americi | Bonus pjesma u Latinskoj Americi | Bonus pjesma u Latinskoj Americi | Bonus pjesma u Latinskoj Americi |
| Br.                              | Skladba                                   | Tekstopisac                      | Producent(i)                     | Trajanje                         |                                  |                                  |                                  |                                  |                                  |
| -------------------------------- | ----------------------------------------- | -------------------------------- | -------------------------------- | -------------------------------- | -------------------------------- | -------------------------------- | -------------------------------- | -------------------------------- | -------------------------------- |
| 15.                              | »Verás« (španjolska verzija "You'll See") | Paz Martinez                     | Madonna, David Foster            | 4:21                             |                                  |                                  |                                  |                                  |                                  |
| 75:28                            |                                           |                                  |                                  |                                  |                                  |                                  |                                  |                                  |                                  |

## Uspjeh na ljestvicama i certifikacije
| Država                 | Pozicija |
| ---------------------- | -------- |
| Argentina              | 1        |
| Australija             | 1        |
| Austrija               | 1        |
| Finska                 | 1        |
| Francuska              | 3        |
| Italija                | 1        |
| Japan                  | 9        |
| Kanada                 | 4        |
| Mađarska               | 2        |
| Nizozemska             | 19       |
| Novi Zeland            | 8        |
| Njemačka               | 2        |
| Španjolska             | 6        |
| Švedska                | 3        |
| Švicarska              | 3        |
| Ujedinjeno Kraljevstvo | 3        |
| US Billboard 200       | 6        |

| Država                 | Certifikacija |
| ---------------------- | ------------- |
| Argentina              | Platinasta    |
| Australija             | 4× Platinasta |
| Austrija               | Platinasta    |
| Brazil                 | Platinasta    |
| Europa                 | 3× Platinasta |
| Finska                 | 2× Platinasta |
| Francuska              | 2× Zlatna     |
| Kanada                 | 2× Platinasta |
| Nizozemska             | Platinasta    |
| Njemačka               | Platinasta    |
| Poljska                | Zlatna        |
| Španjolska             | Zlatna        |
| Švedska                | Platinasta    |
| Švicarska              | Platinasta    |
| Ujedinjeno Kraljevstvo | 3× Platinasta |
| Sjedinjene Države      | 3× Platinasta |

### Singlovi
| 1995                                              | "You'll See"                   | 6  | —  | 9  | 5 | 2  | 24 | 15 | 3 | 8 | 5  | - US Zlatna |
| 1996                                              | "One More Chance"              | —  | —  | 35 | — | —  | —  | —  | 2 | — | 11 | —           |
| 1996                                              | "Love Don't Live Here Anymore" | 78 | 16 | 27 | — | 24 | 48 | —  | — | — | —  | —           |
| "—" nije izdana ili se nije pojavila na ljestvici |                                |    |    |    |   |    |    |    |   |   |    |             |